# Verwaltungsgliederung Thailands
Thailand ist ein grundsätzlich zentralistischer Einheitsstaat. Seit den 1990er-Jahren und insbesondere seit der Verfassung von 1997 wird aber eine Dezentralisierung verfolgt. Nach dem Gesetz über die öffentliche Verwaltung von 1991 bestehen neben der Zentralregierung zwei Säulen der territorialen Verwaltungsgliederung: die Provinzverwaltung (kan pokkhrong suan phumiphak) und die Lokalverwaltung (kan pokkhrong suan thong thin). Die Provinzverwaltung ist streng hierarchisch und zentralistisch ausgerichtet. Ihre Einheiten sind bloße Ausführungsorgane der Zentralregierung. Die Einheiten der Lokalverwaltung haben dagegen gewählte Leiter und Volksvertretungen und verfügen über eine gewisse Autonomie.

## Provinzverwaltung
Die Provinzverwaltung teilt ganz Thailand – mit Ausnahme der Hauptstadt Bangkok – flächendeckend in 76 Changwat (Provinzen), 878 Amphoe (‚Bezirke‘ oder ‚Landkreise‘), 7.255 Tambon (‚Unterbezirke‘ oder ‚Gemeinden‘) und 74.963 Muban (‚Dorfgemeinschaften‘) ein. Diese Einheiten unterstehen dem Amt für Provinzverwaltung, einer nachgeordneten Behörde des Innenministeriums. Die höheren Einheiten üben jeweils die Aufsicht über die nächstniedrigere Einheit aus. Die Provinzgouverneure und Bezirkshauptleute sind keine gewählten Politiker, sondern ernannte Beamte des Innenministeriums. Über Volksvertretungen verfügen die Einheiten der Provinzverwaltung nicht.
Die Provinzverwaltung wurde bereits Ende des 19. Jahrhunderts, während der Regierungszeit König Rama V. (Chulalongkorns), mit dem sogenannten Thesaphiban-System geschaffen. Die zuvor noch autonomeren, Müang genannten Provinzen, die teils den Charakter quasi-selbstständiger Fürstentümer oder Stadtstaaten hatten, wurden damals der direkteren Kontrolle und Aufsicht der Zentralregierung unterstellt. Gruppen von mehreren Changwat wurden zunächst noch zu großen Kreisen (Monthon) zusammengefasst, die jeweils einem Generalkommissar des Innenministeriums unterstanden. Diese wurden nach dem Ende der absoluten Monarchie 1932 wieder abgeschafft, sodass die Provinzen seither die höchste Einheit unterhalb der Zentralregierung sind. Die Struktur der Provinzverwaltung blieb im Rahmen der in den 1990er-Jahren eingeleiteten Dezentralisierung weitgehend unangetastet.

### Provinzen
Seit 2011 ist Thailand in 76 Provinzen gegliedert (zuletzt hinzugekommen ist Bueng Kan durch Ausgliederung aus der Provinz Nong Khai). Die Hauptstadt Bangkok ist keine Provinz, sondern unterliegt einem Sonderverwaltungsstatut (siehe unten). Weil sie mit den Provinzen auf einer Stufe steht, wird sie der Auflistung manchmal als 77. Provinz hinzugefügt.
Jede Provinz wird von einem Gouverneur (Phu Wa Ratchakan Changwat) geleitet, der nicht von der Bevölkerung gewählt, sondern von der Zentralregierung ernannt wird. Er leitet die Verwaltung der Provinz, deren Sitz die Sala Changwat („Provinzhalle“) ist, ist für die Umsetzung von Vorgaben der Zentralregierung zuständig und koordiniert die Arbeit der  auf dem Gebiet der Provinz tätigen, verschiedenen Ministerien unterstellten, Behörden (z. B. Landwirtschaft, Gesundheit, Bildung).

### Amphoe
Die nächstniedrigere Einheit sind die Amphoe, was auf Englisch mit district wiedergegeben wird, also einem ‚Bezirk‘ oder ‚Landkreis‘ entspricht. Auch die Amphoe dienen als „verlängerter Arm“ der Zentralregierung. Wie der Provinzgouverneur ist der Bezirkshauptmann (Nai Amphoe) ein ernannter Beamter des Innenministeriums. Er dient wiederum als Koordinator der im Bezirk tätigen Beamten verschiedener Ministerien der Zentralregierung. Der Sitz der Verwaltung des Bezirks (Thi Wa Kan Amphoe) hat insbesondere Bedeutung für die Registrierung von Änderungen des Personenstands, wie der staatlichen Eheschließung.

### Tambon
Die Tambon werden auf Englisch als sub-districts bezeichnet, auf Deutsch werden sie gelegentlich mit Gemeinden verglichen. Anders als diese dienen sie aber nicht der kommunalen Selbstverwaltung, sondern wiederum nur der Ausführung von Aufgaben der Zentralregierung, insbesondere der Aufrechterhaltung von Recht und Ordnung, öffentlicher Sicherheit, Vorbeugung und Bekämpfung von Katastrophen und Krankheiten, Bevölkerungsregistrierung und Umsetzung von Entwicklungsprojekten der Regierung. Der Vorsteher eines Tambons wird Kamnan genannt. Er wird traditionell von den Oberhäuptern der Muban unter ihresgleichen ausgewählt, früher auf Lebenszeit, jetzt nur noch für einen Zeitraum von fünf Jahren. Die Kamnan sind selbst keine Beamten des Innenministeriums, unterstehen aber dem Bezirkshauptmann und müssen sich vor diesem verantworten. Dafür erhalten sie auch vom Innenministerium eine monatliche Aufwandsentschädigung. Tambon und Muban, die zum Gebiet einer Thesaban-Einheit (also städtischen oder stadtähnlichen Kommune, siehe unten) gehören, haben keinen Kamnan und keine Phu Yai Ban, sind also als Verwaltungseinheiten bedeutungslos. Mithin spielen die Tambon und Muban nur in ländlichen Gebieten eine Rolle.

### Muban
Die kleinste Einheit der Provinzverwaltung sind die Muban. Das kann grob mit „Dorfgemeinschaft“ übersetzt werden, auch wenn manche Muban mehrere kleinere Dörfer umfassen und manche nur einen Teil eines größeren Dorfs oder einer kleinen Stadt. Die Oberhäupter der Muban (Phu Yai Ban) werden direkt von den Bewohnern für eine Amtszeit von fünf Jahren gewählt. Auch sie sind aber für die Umsetzung von Vorgaben der Zentralregierung zuständig und stehen unter Aufsicht des von ihr entsandten Bezirkshauptmanns. Wie die Kamnan erhalten sie vom Innenministerium eine monatliche Aufwandsentschädigung.

## Lokalverwaltung
Als erste Einheiten der Lokalverwaltung wurden 1898 sogenannte „Sanitärbezirke“ (Sukhaphiban) geschaffen. Als weitere  der lokale Verwaltungseinheiten kamen 1934 Thesaban (‚Kommunen‘) und 1955 Provinzräte hinzu. Die Struktur und die Bedeutung der Lokalverwaltung hat sich durch den Dezentralisierungsprozess seit 1991 stark verändert. Zuvor waren die Einheiten der Lokalverwaltung eng mit der zentralistischen Provinzverwaltung verwoben und damit hochgradiger Kontrolle der Zentralregierung, namentlich des Amts für Provinzverwaltung, einer Behörde des Innenministeriums, ausgesetzt. Seither haben die lokalen Verwaltungseinheiten einen höheren Grad der Selbstständigkeit und lokalen Demokratie erhalten. Als neuer Typus wurde die Tambon-Verwaltungsorganisation geschaffen, sodass in ganz Thailand nun flächendeckend kleinräumige Einheiten der Lokalverwaltung mit gewählten Volksvertretungen und einem gewissen Grad der Autonomie bestehen. Die älteren „Sanitärbezirke“ wurden abgeschafft.
Besondere Lokalverwaltungseinheiten bestehen auf dem Gebiet der Hauptstadt Bangkok und der Stadt Pattaya.

### Provinz-Verwaltungsorganisationen
Provinzräte wurden erstmals 1955 eingerichtet. Die jetzigen Provinz-Verwaltungsorganisationen (thailändisch องค์การบริหารส่วนจังหวัด, kurz อบจ., Ongkan Borihan suan Changwat, O.Bo.Cho.; englisch Provincial Administrative Organization, PAO) haben ihre Struktur und Kompetenzen durch das Gesetz über die Provinz-Verwaltungsorganisationen von 1997 bekommen. Es gibt 76 PAO, ihr Zuständigkeitsbereich deckt sich jeweils mit einer Provinz. Anders als diese verfügen sie jedoch über eine Volksvertretung, den Rat mit – je nach Bevölkerungszahl – 24, 36, 42 oder 48 Mitgliedern, die von den Bewohnern der jeweiligen Provinz direkt für vier Jahre gewählt werden. Auch der Vorsitzende des Exekutivausschusses der PAO wird direkt von den Bewohnern gewählt. Die zwei bis vier Stellvertreter werden vom Vorsitzenden ausgewählt.

### Thesaban
Die Thesaban werden in englischsprachigen Veröffentlichungen als municipalities, also Kommunen bezeichnet. Sie wurden erstmals 1934 eingerichtet. Ihre Organisation und Zuständigkeiten richten sich nach dem Thesaban-Gesetz von 1953 in geänderter Fassung von 1999. Es werden drei Typen von Thesaban-Einheiten unterschieden: Thesaban Nakhon (city municipality oder „Großstadt-Kommune“), Thesaban Mueang (town municipality oder „Stadt-Kommune“) und Thesaban Tambon (sub-district municipality oder „Kleinstadt-Kommune“; dabei ist zu beachten, dass bei weitem nicht jede Thesaban-Einheit einer Stadt im eigentlichen Sinne entspricht, auch ländliche oder suburbane Gebiete können ein Thesaban bilden).
Die Anzahl der Thesaban-Einheiten hat durch Inkrafttreten des Gesetzes über die Hochstufung von Sanitärbezirken zu Thesaban von 1999 schlagartig zugenommen. Der seit 1898 bestehende Lokalverwaltungstypus des „Sanitärbezirks“ (Sukhaphiban), die älteste Form der Lokalverwaltung in Thailand, wurde dadurch abgeschafft. Im Jahr 2013 gab es in Thailand insgesamt 2283 Thesaban-Einheiten. Ihnen gemein ist, dass sie jeweils von einem direkt von der Bevölkerung gewählten Bürgermeister (Nayok Thesamontri) geleitet werden und über einen Rat verfügen, der ebenfalls von der Bevölkerung auf vier Jahre gewählt wird.

#### Thesaban Nakhon
Es gibt 30 Thesaban Nakhon. Sie müssen mindestens 50.000 Einwohner haben. Ihre Exekutive besteht neben dem direkt gewählten Bürgermeister aus vier weiteren, vom Bürgermeister ernannten Mitgliedern. Der Rat besteht aus 24 Mitgliedern.

#### Thesaban Mueang
Es gibt 172 Thesaban Mueang. Sie müssen mindestens 10.000 Einwohner haben oder Hauptstadt einer Provinz sein. Ihre Exekutive besteht neben dem gewählten Bürgermeister aus drei weiteren, vom Bürgermeister ernannten Mitgliedern. Der Rat besteht aus 18 Mitgliedern.

#### Thesaban Tambon
Es gibt 2081 Thesaban Tambon, jeweils etwa zur Hälfte hochgestufte ehemalige „Sanitärbezirke“ und hochgestufte TAO. Anders als der Name nahelegt ist ein Thesaban Tambon nicht in jedem Fall deckungsgleich mit einem Tambon der Provinzverwaltung. Ihre Exekutive besteht neben dem gewählten Bürgermeister aus zwei weiteren, vom Bürgermeister ernannten Mitgliedern. Der Rat besteht aus zwölf Mitgliedern.

### Tambon-Verwaltungsorganisationen
Die Tambon-Verwaltungsorganisationen (thailändisch องค์การบริหารส่วนตำบล, kurz อบต., Ongkan Borihan suan Tambon, O.Bo.To.; englisch Tambon Administrative Organization, TAO) wurden 1994 eingerichtet. Dies wurde als bedeutender Schritt in der Dezentralisierungsbewegung der 1990er-Jahre gewertet. Ihre rechtliche Grundlage ist das Gesetz über die Tambon-Räte und Tambon-Verwaltungsorganisationen von 1994 in geänderter Fassung von 1999. TAOs sind für alle Tambon eingerichtet, die zu keinem Thesaban gehören, bestehen also vor allem in ländlichen Gebieten. Insgesamt gibt es 5492 TAOs. Als Volksvertretung verfügen sie über einen direkt von der Bevölkerung gewählten Rat, dem pro Muban zwei Mitglieder angehören, die Größe variiert daher zwischen sechs und 36 Mitgliedern. Der Exekutivzweig der TAO wird von einem Vorsitzenden geleitet, der von den Mitgliedern des Rats unter ihresgleichen gewählt wird. Trotz ihres Namens sind die TAO nicht zwangsläufig flächenmäßig identisch mit einem Tambon, es gibt TAO die für mehrere Tambon zuständig sind, ebenso wie TAO, die ein Tambon nur teilweise abdecken, da bereits ein Thesaban einen Teil der Fläche bedeckt.

### Hauptstadt Bangkok
Einen Sonderstatus hat die Hauptstadt Bangkok inne. Ihre Lokalverwaltungsbehörde (thailändisch กรุงเทพมหานคร, kurz กทม., Krung Thep Maha Nakhon (gleichlautend mit dem offiziellen thailändischen Namen von Bangkok), englisch Bangkok Metropolitan Administration, BMA) wurde 1975 eingerichtet. Durch das in jenem Jahr in Kraft gesetzte Gesetz über die Verwaltung der Hauptstadt Bangkok wurde Bangkok, das bis dahin aus den beiden Provinzen Phra Nakhon (für das östliche Ufer des Flusses Chao Phraya) und Thonburi (für das westliche Ufer) bestand, völlig aus dem im übrigen Thailand bestehenden System der Provinzverwaltung ausgegliedert. Bangkok ist keine Provinz, sondern eine Verwaltungseinheit eigener Art. In ihm bestehen keine Amphoe, Tambon oder Muban, sondern Khet („Bezirke“) und Khwaeng („Unterbezirke“). Die Verwaltungsbehörde wird von einem direkt gewählten Gouverneur (Phu Wa Ratchakan Krung Thep Maha Nakhon) geleitet, der seine vier Stellvertreter und 38 Bezirksbevollmächtigte ernennt. Als Volksvertretung dient der ebenfalls direkt gewählte Rat mit 61 Mitgliedern. Jeder Stadtbezirk hat ebenfalls einen Rat mit je sieben Mitgliedern.
Die Bangkok Metropolitan Administration (BMA) oder Bangkok Metropolis (gelegentlich verwendete Übersetzung des thailändischen Namens Krung Thep Maha Nakhon) ist nicht zu verwechseln mit der Metropolregion Bangkok (Bangkok Metropolitan Region, BMR), die außer der eigentlichen Stadt Bangkok noch fünf angrenzende Provinzen umfasst. Diese unterliegen jedoch der gewöhnlichen Provinz- und Lokalverwaltung.

### Stadt Pattaya
Die Lokalverwaltungsbehörde der Stadt Pattaya (Mueang Phatthaya) wurde 1978 eingerichtet. Ihr rechtlicher Rahmen bestimmt sich aktuell nach dem Gesetz über die Stadt Pattaya von 1999. Die lokale Volksvertretung ist der Rat mit 24 direkt auf vier Jahre gewählten Mitgliedern. Als Exekutive fungiert der direkt gewählte Bürgermeister, der seine Stellvertreter ernennt.